# 개구 차폐 간섭법

a)에서는 개구 마스크를 재이미지화 개구면에 사용하는 간단한 실험을 보여준다. b)와 c)는 Peter Tuthill과 협력자들에 의해 켁 망원경의 2차 거울 앞에 배치된 개구 마스크의 다이어그램을 보여준다. 검은색 실선 모양은 하위개구(마스크의 구멍)를 나타낸다. 켁 망원경의 주 반사경 세그먼트 배치의 투영이 겹쳐서 그려져 있다.

개구 차폐 간섭법은 스펙클 간섭법의 한 형태로 지상 기반 망원경에서 회절 한계 이미징을 허용하는 것으로 제임스 웨브 우주 망원경에서 고대비 이미징 모드로 계획되어 있는 것이다. 이 기술을 사용하면 지상 기반 망원경에서 가능한 최대의 해상도에 도달할 수 있으므로 직경이 큰 지상 기반 망원경에서 허블 우주 망원경보다 훨씬 더 큰 해상도를 생성할 수 있다. 이 기술에서 주된 한계는 상대적으로 밝은 천체에만 적용할 수 있다는 것이다. 복수의 작은 구멍을 통해서만 빛을 허용하는 마스크가 망원경 앞에 배치된다. 이 구멍의 배열은 소형 천문 간섭계의 역할을 한다. 이 방법은 John E. Baldwin과 Cavendish Astrophysics Group의 공동 작업에 의해 개발되었다.

## 설명
개구 차폐 기술에서 이중 스펙트럼 분석 (반점 마스킹) 방법은 일반적으로 차폐된 개구를 통해 촬영한 이미지 데이터에 적용되는데, 여기서 대부분의 개구는 차단되고 빛은 일련의 작은 구멍(하위 개구)을 통해서만 통과할 수 있다. 개구 마스크는 폐쇄량(closure quantities)을  사용하여 이러한 측정에서 대기 노이즈를 제거하므로 이중 스펙트럼이 차폐되지 않은 개구보다 더 빠르게 측정될 수 있다.
단순화를 위해 개구 마스크는 일반적으로 2차 반사경 앞에 배치되거나(예: Tuthill et al. (2000)) 또는 그림 1.a)와 같이 재이미지화된 개구 면에 배치된다(예: Haniff et al. (1987); Younget al. (2000); Baldwin et al. (1986)). 마스크는 일반적으로 비중복(non-redundant) 또는 부분 중복(partially redundant)으로 분류된다. 비중복 마스크는 어느 두 쌍의 구멍도 동일한 분리 벡터(동일한 기준선)를 갖지 않는 작은 구멍의 어레이로 구성된다(개구 합성 참조).
각 구멍의 쌍은 이미지 평면의 고유한 공간 주파수에서 일련의 줄무늬를 제공한다. 부분적으로 중복된 마스크는 일반적으로 공간의 중복성을 최소화하고 처리량과 조사된 공간 주파수 범위를 최대화하는 것 사이에서 절충안을 제공하도록 설계된다(Haniff & Buscher, 1992; Haniff et al., 1989). 그림 1.b)와 1.c)는 Peter Tuthill과 협력자들에 의해 켁 망원경의 2차 거울 앞에 사용된 개구 마스크의 예를 보여준다. 그림 1.b)는 비중복 마스크이고 그림 1.c)는 부분적으로 중복된다. 
고광도에서는 스펙클 마스킹 관측의 신호 대 잡음비가 개구 마스크로 개선될 수 있지만, 광자 잡음 제한 검출기에서는 가장 희미한 한계 등급이 실질적으로 개선될 수 없다(Buscher & Haniff(1993) 참조).

## 같이 보기
- 가시광선 및 적외선 파장에서의 천문간섭계 목록

## 참고 문헌
- 개구 마스킹에 대한 Peter Tuthill의 박사 학위 논문(PostScript) ( PDF )
- Baldwin et al. (1986) 보관됨 2018-09-30 - 웨이백 머신
- 부셔 & 하니프 (1993) 보관됨 2018-09-30 - 웨이백 머신
- Haniff et al. (1987) 보관됨 2018-09-30 - 웨이백 머신
- Haniff et al., 1989 보관됨 2018-09-30 - 웨이백 머신
- Buscher et al. 1990년 보관됨 2018-09-30 - 웨이백 머신
- 하니프와 부셔, 1992 보관됨 2018-09-30 - 웨이백 머신
- Tuthill et al. (2000) 보관됨 2018-09-30 - 웨이백 머신
- Younget al. (2000)[깨진 링크(과거 내용 찾기)]

## 추가 자료
- NIRISS 비중복 개구 마스크를 사용한 고해상도 이미징[깨진 링크(과거 내용 찾기)]